# Столкновение двух Ан-2 над Тавдой
Столкновение над Тавдой — авиационная катастрофа, произошедшая в субботу 7 мая 1977 года, когда в небе в районе аэропорта Тавда столкнулись два самолёта Ан-2 компании Аэрофлот, при этом погибли 29 человек.

## Самолёты и экипажи
Ан-2 с заводским номером 114847316 и бортовым СССР-15925 из 1-го Тюменского объединённого авиаотряда Тюменского управления гражданской авиации был выпущен 2 ноября 1960 года и имел общую наработку 17 514 лётных часов и 17 391 цикл (посадку). Пилотировал его экипаж из 246 лётного отряда, состоящий из командира А. Ф. Чагина и второго пилота С. А. Баева.
Ан-2ТП с заводским номером 1G27-15 и бортовым СССР-44992 из 2-го Свердловского объединённого авиаотряда Уральского управления гражданской авиации был выпущен 28 декабря 1962 года и имел общую наработку 16 932 лётных часа и 16 482 цикла (посадки). Пилотировал его экипаж из 123 лётного отряда, состоящий из командира Г. Д. Борисенко и второго пилота Ю. А. Щеклеина.

## Предшествующие обстоятельства
В данный день Ан-2 борт 44992 выполнял Щ-801 по маршруту Свердловск — Туринская Слобода — Туринск — Таборы — Тавда — Тюмень. Вылетев из свердловского аэропорта Уктус, в 11:14, рейс 801 приземлился в Туринской Слободе. Затем в 11:22 был выполнен взлёт, и самолёт направился было в Туринск, однако на маршруте полёта он столкнулся со сложными метеорологическими условиями, при этом видимость упала ниже метеорологического минимума, поэтому экипаж вернулся в Туринскую Слободу. Когда погода улучшилась, было принято решение изменить маршрут полёта и направляться в Тавду, минуя Туринск и Таборы. В 12:35 рейс 801 произвёл взлёт, а в 13:02 приземлился в аэропорту Тавда.
В 11:33 мск (13:33 местного времени) из тюменского аэропорта Плеханово вылетел Ан-2 борт 15925, который выполнял дополнительный рейс 397 в Тавду, а на его борту находились 2 члена экипажа и 13 пассажиров, включая 2 детей. Согласно полученному экипажем прогнозу погоды, на маршруте ожидалась средняя сплошная облачность и переменная облачность высотой 150—200 метров, дождь, видимость от 2 до 4 км, ветер слабый. Данные погодные условия были выше метеорологического минимума. При этом в Тавду не поступало никаких данных о полёте рейса 397 и его вылете из аэропорта Плеханово.
В 11:56 мск экипаж борта 15925 перешёл на связь с КДП местных воздушных линий аэропорта Тавда и доложил о полёте из Тюмени на высоте 200 метров, а расчётное время посадки — 12:07. В это же время в зону аэропорта Тавда с интервалом всего 3 минуты (при видимости менее 4 км он должен составлять 10 минут) со стороны Тюмени вошли ещё два Ан-2, по которым в Тавду не поступало данных о планах полётов и сведений о вылете.

## Столкновение
Тем временем, в 13:53 из аэропорта Тавда в Тюмень вылетел борт 44992, на котором находились 2 члена экипажа и 12 пассажиров, включая 2 детей. Согласно полученному экипажем прогнозу, на маршруте ожидалась сплошная средняя облачность и переменная слоисто-кучевая облачность высотой 400—600 метров, дождь, дымка, видимость от 6 до 10 км, умеренная болтанка. Диспетчер дал разрешение экипажу борта 44992 на выход из зоны аэропорта на высоте 150 метров по правилам визуальных полётов, после чего, не зная о встречных самолётах, диспетчер аэропорта Тавда на 20 минут ушёл со своего рабочего места. Экипажи прибывающих самолётов получали условия подхода, погоду в аэропорту Тавда и время вылета борта 44992 от радиооператора наземного канала.
Самолёты, летя навстречу друг другу, наиболее вероятно, вошли в зону, где шли дождь с мокрым снегом, высота облачности составляла 150—200 метров, а видимость около 2 км. В 14:02 (12:02 МСК) в 200—300 метрах южнее деревни Новосёловка (Тавдинский район) и в 18 км южнее аэропорта Тавда (азимут 186°) борта 15925 и 44992 на высоте 175 метров врезались друг в друга левыми полукоробками, после чего, потеряв управление, упали на поле в 392 метрах друг от друга и разрушились. Все находившиеся в обоих самолётах 29 человек погибли.

## Причины
Согласно выводам комиссии, к катастрофе привели неудовлетворительное обеспечение полётов на местных воздушных линиях в Тюменском и Уральском управлениях гражданской авиации и отсутствие авиадиспетчера аэропорта Тавда на рабочем месте, а также внезапное попадание экипажей в сложные метеоусловия, затруднявшие выполнение визуальных полётов. По вопросу, какая из причин (отсутствие авиадиспетчера на рабочем месте или сложные метеоусловия) являлась главной, а какая сопутствующей, мнения членов комиссии разделились.

### Комментарии
1. ↑  Здесь и далее время указано по часовому поясу Свердловской области